# Ansião
Ansião es una villa portuguesa en el distrito de Leiría, região Centro y comunidad intermunicipal de Leiría, con cerca de 1050 habitantes.

## Geografía
Es sede de un municipio con 179,98 km² de área y 11 632 habitantes (2021), subdividido en 6 freguesias. Los municipios son limitados al nordeste por el municipio de Penela, al este por Figueiró dos Vinhos, al sur por Alvaiázere, al oeste por Pombal y al noroeste por Soure.

## Demografía
| Gráfica de evolución demográfica de Ansião entre 1864 y 2021 |
|                                                              |
| Datos según el nomenclátor publicado por el INE portugués.   |

## Freguesias
Las freguesias de Ansião son las siguientes:
- Alvorge
- Ansião
- Avelar
- Chão de Couce
- Pousaflores
- Santiago da Guarda